# Новопідгороднє
Новопідгоро́днє (до 2025 року — Новопідгородне) — село в Україні, у Синельниківському районі Дніпропетровської області. Населення становить 1 002 особи. До 2017 орган місцевого самоврядування — Райпільська сільська рада.

## Географія
Село розташоване за 1 км на захід від села Молодецьке (Покровський район Донецької області) і за 3 км на схід від сіл Райполе і Колона-Межова. По селу протікає пересихаючий струмок із загатою.

## Історія
Під час організованого радянською владою Голодомору 1932—1933 років померло щонайменше 117 жителів села.
12 червня 2020 року, відповідно до розпорядження Кабінету Міністрів України № 709-р від «Про визначення адміністративних центрів та затвердження територій територіальних громад Дніпропетровської області», увійшло до складу Межівської селищної громади.
19 липня 2020 року, в результаті адміністративно-територіальної реформи і ліквідації Межівського району, село увійшло до складу новоутвореного Синельниківського району.

## Населення

### Мова
Розподіл населення за рідною мовою за даними перепису 2001 року:
| Мова            | Кількість | Відсоток |
| --------------- | --------- | -------- |
| українська      | 941       | 93.91 %  |
| російська       | 58        | 5.79 %   |
| білоруська      | 1         | 0.10 %   |
| інші/не вказали | 2         | 0.20 %   |
| Усього          | 1002      | 100 %    |

## Транспорт
Південною околицею села проходять автошлях територіального значення Т 0406 Григорівка — Межова — Покровськ і залізнична лінія Покровськ — Чаплине. Зупинний пункт № 15 за ~0,5 км на південний схід і зупинний пункт Фурсове за ~1,1 км на захід від житлового сектора.

## Економіка
- «Вектор Х», ТОВ.
- «Єдність», ТОВ.

## Об'єкти соціальної сфери
- Школа.
- Дитячий садочок «Сонечко».
- Амбулаторія сімейного типу.
- Бібліотека
- Будинок культури

## Релігія
- Церква Різдва Пресвятої Богородиці.

## Відомі люди
- Логвиненко Володимир Іванович — український політик, у 2006—2010 року голова Донецької обласної державної адміністрації («губернатор» Донецької області).
- Харламов Віктор Георгійович — з 1985 року голова колгоспу «13-річчя Жовтня» Межівського району, депутат Верховної Ради України 2-го скликання (1994—1998 р)